# 索丁巴赫河

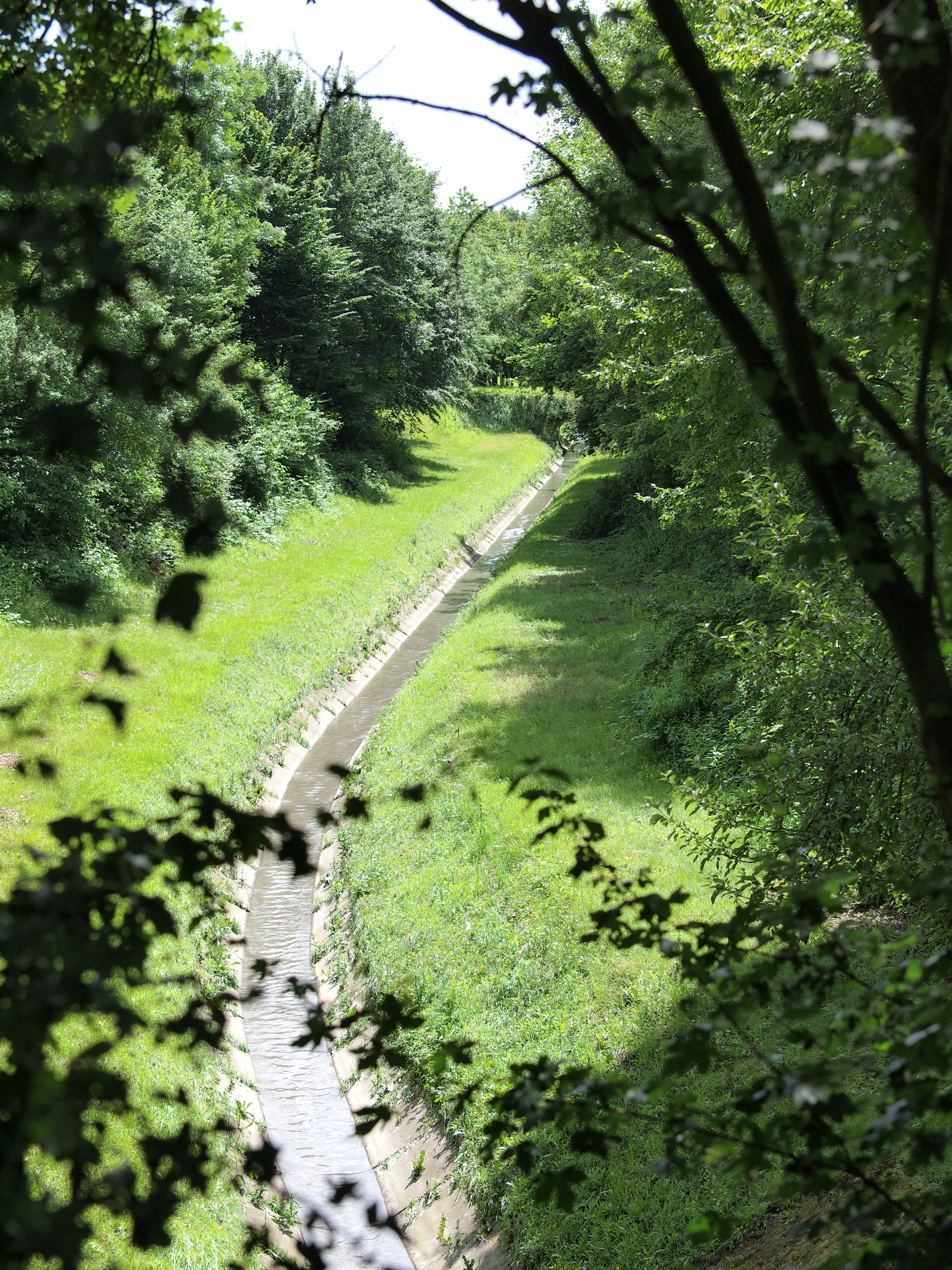

51°33′22.6″N 7°14′56.5″E / 51.556278°N 7.249028°E
索丁巴赫河（德語：Sodinger Bach），是德國的河流，位於該國西部，處於北萊茵-威斯特法倫州，屬於蘭韋爾巴赫河的左支流，流經黑爾訥，河道全長1.6公里。